# Helsingfors diakonissanstalt

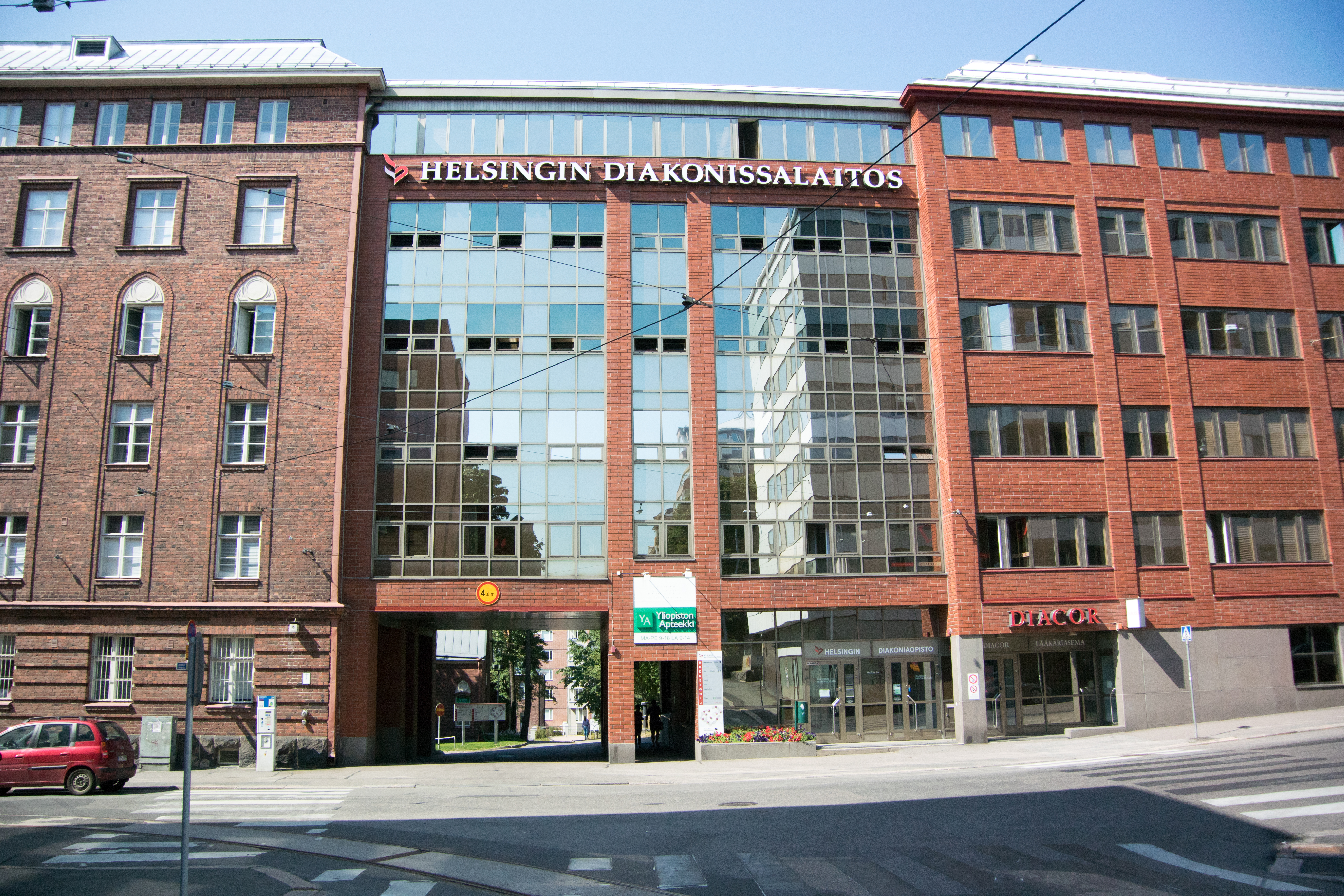
Helsingfors diakonissanstalt

Helsingfors diakonissanstalt (finska: Helsingin diskonissalaitos) är en diakonissanstalt i Helsingfors och en allmännyttig stiftelse som verkar i Finland och internationellt. Anstalten har alltsedan starten tjänstgjort som sjukhus.

## Historik
Diakonissanstalten i Helsingfors tillkom 1867 på initiativ av Aurora Karamzin och inrymdes i sin nuvarande ståtliga huvudbyggnad. Bland dess föreståndarinnor märks Amanda Cajander, känd som Finlands första diakonissa, som förestod anstalten från 1867.